# Valhalla - Al fianco degli dei
Valhalla - Al fianco degli dei (Valhalla) è un film del 2019 direto da Fenar Ahmad, basato sull'albo Cry Wolf del fumetto Valhalla, degli autori Peter Madsen, Hans Rancke-Madsen e Henning Kure.

## Trama
In una sera di tempesta, una famiglia di contadini vichinghi si vede arrivare in casa gli dei Thor e Loki, che chiedono ospitalità per la notte. Thor macella uno dei caproni che trainano il suo cocchio per procurare la cena per tutti, raccomandando di non rompere le ossa affinché possa poi farlo risorgere con il suo martello, ma il figlio dei contadini Tjalfi, dietro istigazione di Loki, rompe un osso per suggerne il midollo. L'indomani, il caprone si rigenera con una zampa rotta e Thor si adira; Loki allora suggerisce di prendere il ragazzo perché li aiuti a spingere il carro e li serva. Con lui se ne va da casa anche la sorella minore Roskya, che non ha voluto abbandonare il fratello e pertanto si nasconde sul carro. Giungono così al castello del Valhalla, dove apprendono che il gigantesco lupo Fenrir è stato liberato dalla sua catena per opera di un gigante; gli dei però sono discordi sul da farsi. Tjalfi e Roskya sono incaricati da Frigg di compiti di cucina assieme al servo Quark; Tjalfi sembra accettare la sua nuova condizione, che invece lascia insoddisfatta Roskya, la quale cerca di fuggire, spingendo anche il fratello e Quark a fare altrettanto. Dopo essere usciti dal castello, Tjalfi e Roskya si trovano sull'orlo del baratro che avevano attraversato con Thor e Loki su un arcobaleno. I due ragazzi rischiano di precipitare, ma vengono salvati da Quark, che avevano congedato senza tanti complimenti perché non intendevano portarlo con loro alla fattoria in quanto non completamente umano. Tjalfi decide di ritornare da Thor per far fede all'impegno che ha assunto, ma viene fermato da un gruppo di giganti, che lo interrogano; avendo appreso che è alle dipendenze di Thor e che è andato in Asgard con sua sorella, il loro re lo irretisce dicendogli che se lo seguirà lo farà diventare più forte. Il ragazzo accetta l'invito.
Quark e Roskya, che si nascondevano in una piccola grotta, sono ritrovati da Thor (che li salva anche da un gigante che stava per aggredirli) e Loki; Thor intuisce che Tjalfi è stato preso dai giganti. Roskya percepisce poi la presenza di Fenrir e avverte Thor e compagnia, che possono così mettersi sulla difensiva; il lupo però non attacca. Thor comprende così che la ragazza ha dei poteri particolari e decide di presentarla agli altri dei come la depositaria di un'antica profezia, che la definirebbe come "la Figlia della Luce". Gli Asi, tranne Frigg, sono però scettici, perché Roskya non ha saputo far apparire l'arcobaleno.
Intanto i giganti, col pretesto di far diventare Tjalfi più forte, gli fanno bere una pozione che ha il risultato di togliergli ogni forza di volontà.
Roskya decide di partire con Thor, Loki e Quark per fermare Fenrir e riprendere suo fratello dalle grinfie dei giganti. Incontrano il loro re, che propone loro di riavere Tjalfi se vinceranno una sfida: Thor dovrà svuotare in un solo sorso l'enorme corno potorio del re, che però non si esaurisce mai. Come seconda possibilità, Thor deve battere a braccio di ferro la regina dei giganti, ma viene sconfitto. Si fa poi avanti la regina madre, che chiede di battersi con lui. Thor rifiuta, ma si offre di ballare con la vecchia, che però l'afferra per le braccia risucchiandone l'energia. Roskya riesce a fuggire e a tornare al Valhalla, dove racconta l'accaduto; Odino però non le crede e la scaccia dal castello.
Roskya va a cercare Fenrir e lo conduce docilmente al cospetto degli dei: questo fatto convince Odino che ella sia davvero la Figlia della Luce, così questi si offre di aiutarla. Dopo aver sconfitto un drappello di giganti, la compagnia così formatasi giunge alla caverna nella quale riposa Thor. Roskya lo risveglia facendogli recuperare le energie e la giovinezza perdute, e riesce poi a ridestare anche Tjalfi dal suo stato di catalessi.
Ritornati nel Valhalla, Odino tesse l'elogio di Roskya e l'invita a sedersi alla tavola degli dei; la ragazza tuttavia declina, spiegando che il suo compito lì si è concluso e che desidera tornare dalla sua famiglia; Tjalfi invece dichiara di voler restare con Thor. Giunta con Quark sul ciglio del burrone, fa comparire l'arcobaleno. All'ultimo momento anche Tjalfi si unisce a lei e a Quark; tutti e tre si recano alla fattoria, dove i ragazzi possono riabbracciare i loro genitori.

## Distribuzione
Il film fu distribuito nelle sale danesi il 10 ottobre 2019, esattamente 33 anni dopo il film animato omonimo del 1986.
In Italia il film non arrivò nelle sale cinematografiche ma fu trasmesso per la prima volta sul canale a pagamento Sky Cinema Uno il 4 febbraio 2021.

## Riconoscimenti
- 2020 – Premio Robert
  - Candidatura al Miglior film per ragazzi.[7]